# Tercera División Grupo 16
De Tercera División Grupo 16 is een van de regionale divisies van de Tercera División RFEF, de vijfde voetbaldivisie van Spanje. Het is de eerste divisie in de regio La Rioja en de Tercera División Grupo 16 bevindt zich in dat opzicht onder de Segunda División RFEF en boven de Regional Preferente de La Rioja.

## Opzet
Er zijn 20 clubs die in een competitie tegen elkaar uitkomen. De kampioen promoveert automatisch en de nummers 2 t/m 5 spelen play-offs om één plaats in de Segunda División RFEF. De nummers 18, 19 en 20 dalen af naar de Preferente.
CD Agoncillo ·
CD Alberite ·
CD Alfaro ·
CD Anguíano · 
CD Arnedo · 
Atlético River Ebro · 
Atlético Vianés ·
CD Berceo · 
CD Calahorra B ·
CP Calasancio · 
Casalarreina CF ·
Comillas CF ·
CDFC La Calzada ·
UD Logroñés B · 
Náxara CD · 
SD Oyonesa · 
CD Pradejón ·
Racing Rioja CF ·
CD Tedeón ·
CD Varea ·
CD Villegas · 
Yagüe CF